# دار سك العملة الملكية
دار سك العملة الملكية هي الهيئة المسموح لها بتصنيع أو سك العملات المعدنية في المملكة المتحدة. أُسست منذ أكثر من 1,100 عام، ولكنها منذ عام 2010، أصبحت شركة محدودة متعاقدة مع الخزانة الملكية لتوريد كل العملات المعدنية في المملكة المتحدة، وهي مملوكة بنسبة 100% للخزانة الملكية.
بالإضافة لسكها العملات المعدنية للمملكة المتحدة، فهي أيضًا تسك عملات معدنية للعديد من الدول الأخرى، وتنتج الميداليات العسكرية والتذكارية، لذا فهي تعد أحد أبرز دور سك العملات حول العالم.
بدأت الدار في نقل جزء من عملياتها من تلة البرج بالقرب من برج لندن إلى لانتريسانت، جنوب ويلز عام 1968، إلى أن انتقلت تمامًا عام 1980. بالدار الحالية مجموعة من العملات ترجع للقرن السادس عشر إلى الآن، محفوظة في 8 خزانات أمرت بصنعها إليزابيث الثانية. وتشغل الدار 38 آكر، ويعمل بها 765 موظفًا.

## معرض صور

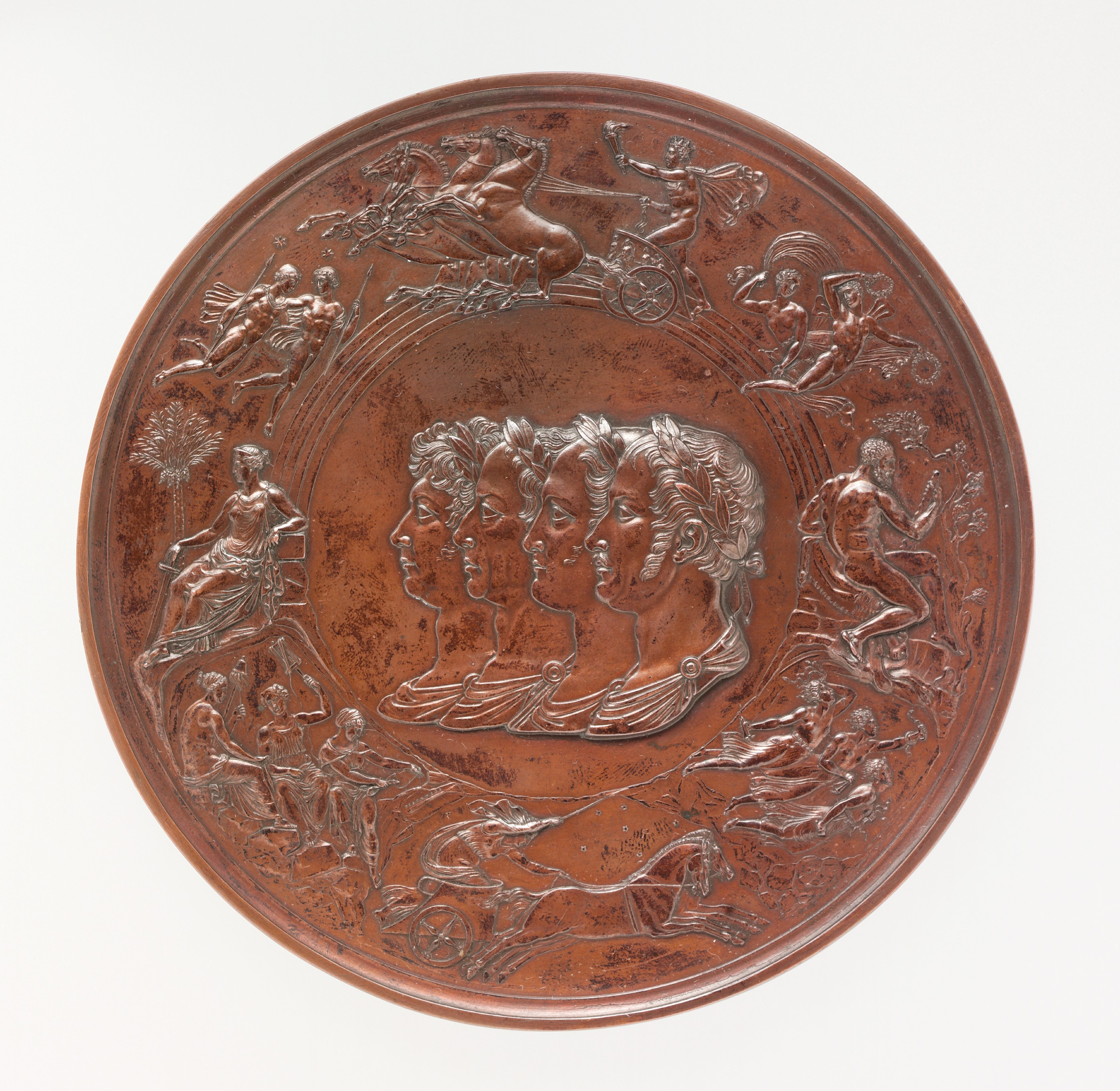
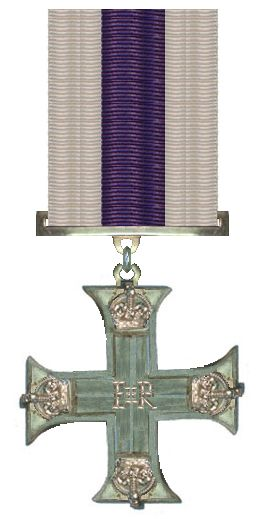
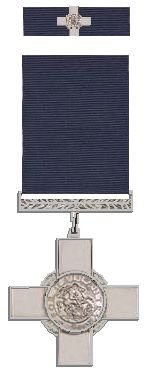
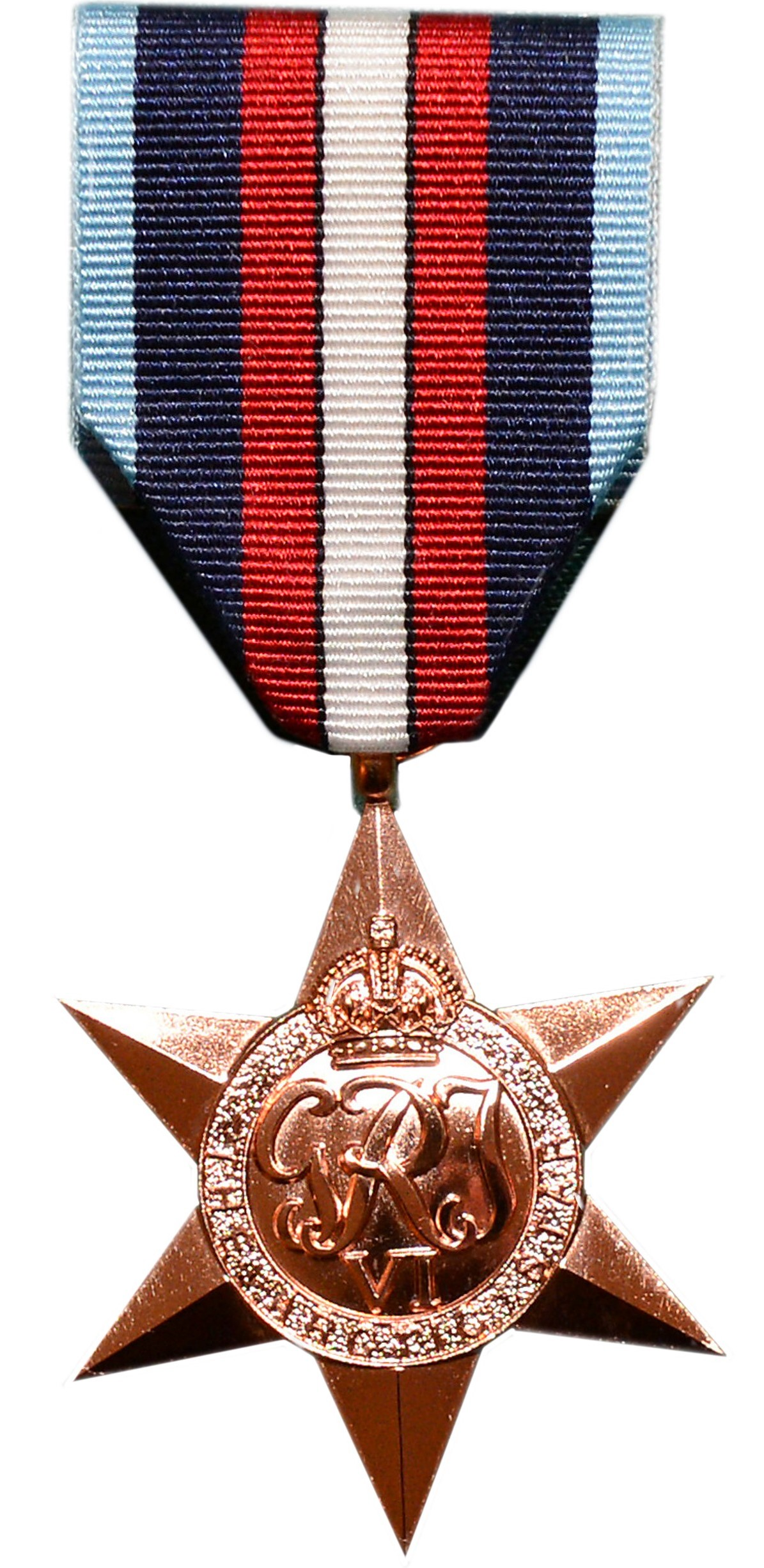
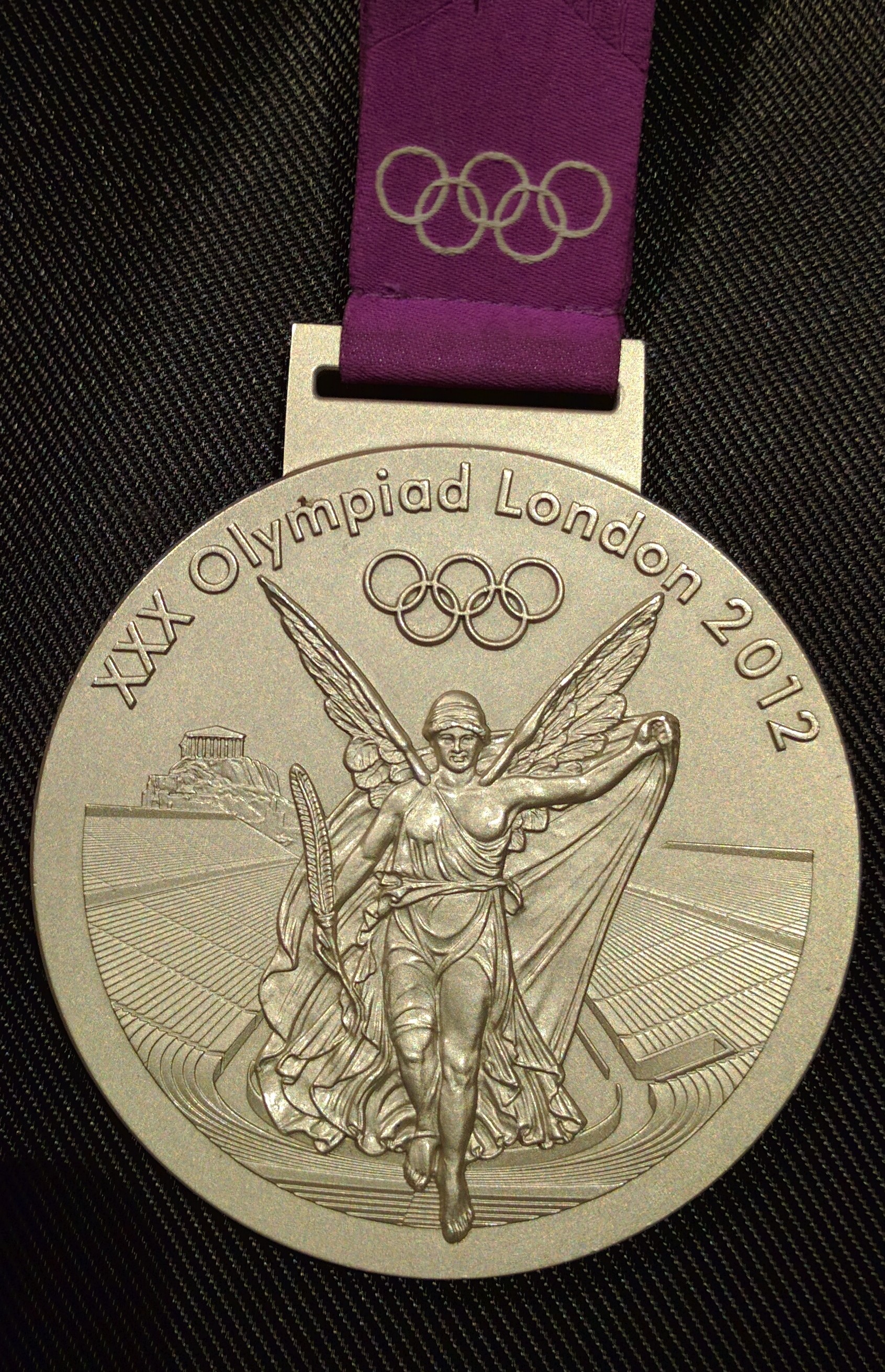
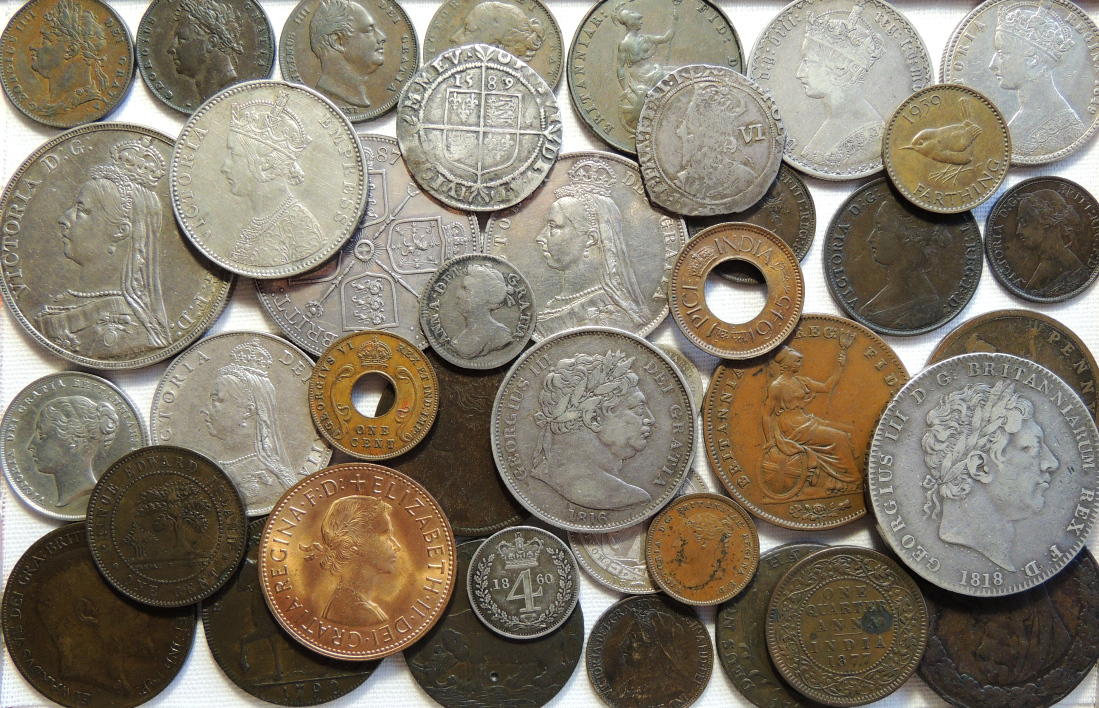

## وصلات خارجية
- The Royal Mint - official website
- Royal Mint privatisation plan halted - BBC News, 9 July 1999
- Coin Designs 2005- Royal Mint Competition Designs
- Royal Mint Coins Designed by John W Mills